# 阿佐谷七夕まつり
阿佐谷七夕まつり（あさがやたなばたまつり）は、七夕にちなんで東京都杉並区阿佐谷で毎年8月に行われる祭りである。

## 概要
7月7日の月遅れである陽暦8月7日を中日として、5日間開催される。
主催者は、阿佐谷商店街振興組合。開催場所は、アーケード型商店街である阿佐谷パールセンターだが、期間中はJR阿佐ケ谷駅をはじめ町全体が七夕をモチーフにした装飾で彩られる。
期間中は、アーケードの入口に巨大なくす玉飾りが設置される。また、アーケード内には、吹き流しや提灯に加え、各商店の手作りである人気キャラクターや、世相を反映した巨大な張りぼてが飾られ、名物となっている。
通例であれば8月5日 - 9日の日程で実施されるが、8月7日を日程に入れる関係上、年度によっては本来の日程内に土曜日ないし日曜日も含まれない場合、土曜・日曜の集客も考慮した上で3日もしくは4日から、10日および11日までの日程で行われる場合もある。

## 歴史
第1回は、阿佐谷地区への集客を目的として1954年（昭和29年）に開催された。地元の商店主らが全国各地の夏祭りを視察・研究した結果、七夕祭りの実施を決定した。
会場であるパールセンターには、当初アーケードがなかった。しかし、雨を防げないと飾り付けの和紙の染色が雨で落ち来客の服を汚すおそれがあったため、アーケードの設置が決定された。アーケードは、1962年に完成した。
2019年（第66回）まで毎年開催されていたが、新型コロナウイルス感染症の感染拡大を受けて2020年～2022年は3年連続で中止となり、2023年（第67回）に4年ぶりに通常開催された。

## ギャラリー
2015年撮影

## その他
JR阿佐ケ谷駅の発車メロディーには、この祭にちなみ「たなばたさま」が使用されている。